# Hypoxylon polyporus
Hypoxylon polyporus är en svampart som först beskrevs av Karl Starbäck, och fick sitt nu gällande namn av Y.M. Ju & J.D. Rogers 1996. Hypoxylon polyporus ingår i släktet Hypoxylon och familjen kolkärnsvampar.   Inga underarter finns listade i Catalogue of Life.